# Бресница (Звечан)
Бресница (алб. Breznicë) је насеље у општини Звечан на Косову и Метохији. Атар насеља се налази на територији катастарске општине Бањска површине 1766 ha. Село Бресница налази се на 8 километара северно од Звечана ако се користи правац Звечан-Банов До или 12 киломатара ако се користи правац магистралог пута Косовска Митровица–Краљево. У селу има четири групе кућа: две су непосредно до потока и сеоског пута који води долином, а друге две су под брдом Крстом. Једна група кућа у потоку Кућишту назива се Ковачевик а највећа је у горњем делу села с називом Крс(т).
Село нема основну школу, нема асфалтног пута, а повезано је са Звечаном и Бањском макадамским путем, нема градски водовод, а делови имају сеоске водоводе. Поједина домаћинстава има фиксне телефоне. Изнад засеока Крст налазе се остаци старе Цркве посвећеној Светој Петки и старо гробље.

## Географија
Бресница је смештена на обронцима Спасојевог брда и Чукаре изнад тока Бресничке реке. Има поред Бреснице и 4 засеока: Крст, Падине, Коваћевић и Лојзе. Њиве и ливаде су на Сладуну, Ражишту, Лазу, Долини, Шареном Камену, Бунцу, Крсту, Клечу и у Орници; повише њива су ливаде, шуме и пасишта на местима Букви, Грабаку, Осоју, Ледини, Жежи, Складуну, Шиндачи, Аниндолу, Голом Брегу и Катином Потоку.

## Историја
Назив села је забележен отприлике 1316. године. Није искључено, да је село „Брестово“, које је било између бањских села Рујишта и Винарца, унето у турски пописни списак села 1455. и пописано је 35 хришћанских кућа., а село Бресница у жупи Звечану записано је 1711. године. Село је после велике сеобе 1690. године опустело и по народним предања у овом селу српског становништва је било 1766. године. На левој страни реке је старо гробље, које је, по предању, остало од „Римова“ (Римљана). Ту се недавно нашло старих римских остатака (жртвеник с натписом, људске фигуре у камену, новац и др.). Данашње гробље је код Дубова на десној страни реке, повише краја Крста. Насеље је спаљено 1941, па се исте године обновило. Године 1948. имало је 172 становника.

## Порекло становништва по родовима
Старо село било је у крају Крсту, па се поместило на Кућиште поред реке. Али се, услед пролећних бујица и „тескобе“ преселило на данашње место. Са Кућишта прешли су:
- Милосављевићи, 8 кућа,, слава Ђурђиц, су Дробњаци.
- Вукадиновићи, 2 куће, су Кучи од Јоловића у Бандолу, овамо дошли из насеља Локве на земљу одсељених муслимана.
- Радосављевић, 1 кућа, слава Св. Петка, је Бјелопавлић, довела га мајка из Валча.

Из колашинског села Падина населили су се године на плоднију земљу:
- Лакоњићи, Вучићевићи, Радојковићи, 5 кућа, Добрићи, 5 кућа, Милошевићи, 2 кућа, Спасојевић, 1 кућа, Здравковић, 1 кућа, слава Св. Петка, су Бјелопавлићи.
- Јаковљевићи, 3 куће, Ђурђевдан, су досељени из Рујишта, пореклом су од Јаковљевића у Бандолу.
- Јовановић, 1 кућа, слава Св. Арханђео, је Васојевић из Војмислића 1947. године.

## Демографија
Према проценама из 2009. године које су коришћене за попис на Косову 2011. године, ово насеље је имало 60 становника, већина Срби.
| Година       | 1948 | 1953 | 1961 | 1971 | 1981 | 1991 | 2011 |
| ------------ | ---- | ---- | ---- | ---- | ---- | ---- | ---- |
| Становништво | 172  | 206  | 237  | 221  | 137  | 116  | 60   |

|  |